# Johann Schneider-Ammann
Johann Niklaus Schneider-Ammann (Sumiswald, Suiza, 18 de febrero de 1952) es un empresario y político suizo, originario de la comuna de Hasle bei Burgdorf (BE). Es miembro del Partido Liberal Radical Suizo y fue miembro del Consejo federal entre 2010 y 2018. 

## Biografía
Schneider-Ammann ha estudiado ingeniería eléctrica en la Escuela Politécnica Federal de Zúrich, recibiendo su diploma en 1977. En 1982/1983 obtiene un MBA en el INSEAD de Fontainebleau.
En 1978 se convierte en jefe de proyecto en Oerlikon-Bührle, y a partir de 1981 trabaja en la sociedad familiar de su esposa, Katharina Schneider-Ammann, primero como secretario general y desde 1990 como presidente del Grupo Ammann. Desde la participación del Grupo Ammann en el saneamiento de Mikron Technology Group en 2003, preside su consejo de administración. Desde 1998 también forma parte del consejo de administración del Grupo Swatch.
A partir de 1999 preside la Asociación suiza de las industrias mecánica, eléctrica y metálica, Swissmem. Es también vicepresidente de la Unión suiza del comercio y de la industria, conocida como Économiesuisse. En las elecciones de 1999, Schneider-Ammann es elegido al Consejo Nacional y reelegido en 2003 y 2007. Participa en la comisión de economía y rentas.
Schneider-Ammann está casado y tiene dos hijos. Vive en Langenthal.

## Consejo federal
El 18 de agosto de 2010 anuncia su candidatura al Consejo Federal para reemplazar a Hans-Rudolf Merz; su candidatura es retenida por el grupo liberal radical de la Asamblea federal con la de Karin Keller-Sutter. El 22 de septiembre de 2010 es elegido al Consejo federal delante de Jean-François Rime de la Unión Democrática de Centro. El 27 de septiembre le es conferido el Departamento Federal de Economía.
El 25 de septiembre de 2018 anunció su renuncia al Consejo federal, al cual fue sucedido por su antigua rival Karin Keller-Sutter.